# كيفن هووبر
كيفن هووبر (بالإنجليزية: Kevin Hooper)‏ هو لاعب كرة قاعدة أمريكي، ولد في 7 ديسمبر 1976 في لورانس في الولايات المتحدة.

## وصلات خارجية
- كيفن هووبر على موقعبيزبول رفرنس.كوم (الدوري الرئيسي) (الإنجليزية)
- كيفن هووبر على موقعبيزبول رفرنس.كوم (الدوري الثانوي) (الإنجليزية)